# Ичалковский сельсовет
Ичалковский сельсове́т — упразднённое сельское поселение в составе Перевозского района Нижегородской области России. Административный центр — село Ичалки.

## История
Статус и границы сельского поселения установлены Законом Нижегородской области от 15 июня 2004 года № 60-З «О наделении муниципальных образований — городов, рабочих посёлков и сельсоветов Нижегородской области статусом городского, сельского поселения».
Законом Нижегородской области от 31 мая 2017 года № 64-З, 13 июня 2017 года были преобразованы, путём их объединения, все муниципальные образования Перевозского муниципального района — городское поселение город Перевоз, Дзержинский, Дубской, Ичалковский, Палецкий, Танайковский, Тилининский и Центральный сельсоветы — в городской округ Перевозский.

## Население
| 2002 | 2010  | 2012 | 2013 | 2014 | 2015 | 2016 |
| ---- | ----- | ---- | ---- | ---- | ---- | ---- |
| 1305 | ↘1000 | ↘985 | ↘960 | ↘954 | ↘934 | ↘918 |
| 2017 |       |      |      |      |      |      |
| ↘909 |       |      |      |      |      |      |

## Состав сельского поселения
| № | Населённый пункт | Тип населённого пункта       | Население |
| - | ---------------- | ---------------------------- | --------- |
| 1 | Балахна          | деревня                      | ↘23       |
| 2 | Ичалки           | село, административный центр | ↘757      |
| 3 | Козловка         | деревня                      | ↗24       |
| 4 | Корсаково        | село                         | ↘76       |
| 5 | Красная Горка    | посёлок                      | ↘6        |
| 6 | Пилекшево        | село                         | ↘24       |
| 7 | Сунеево          | село                         | ↘90       |